# أيزو 9241

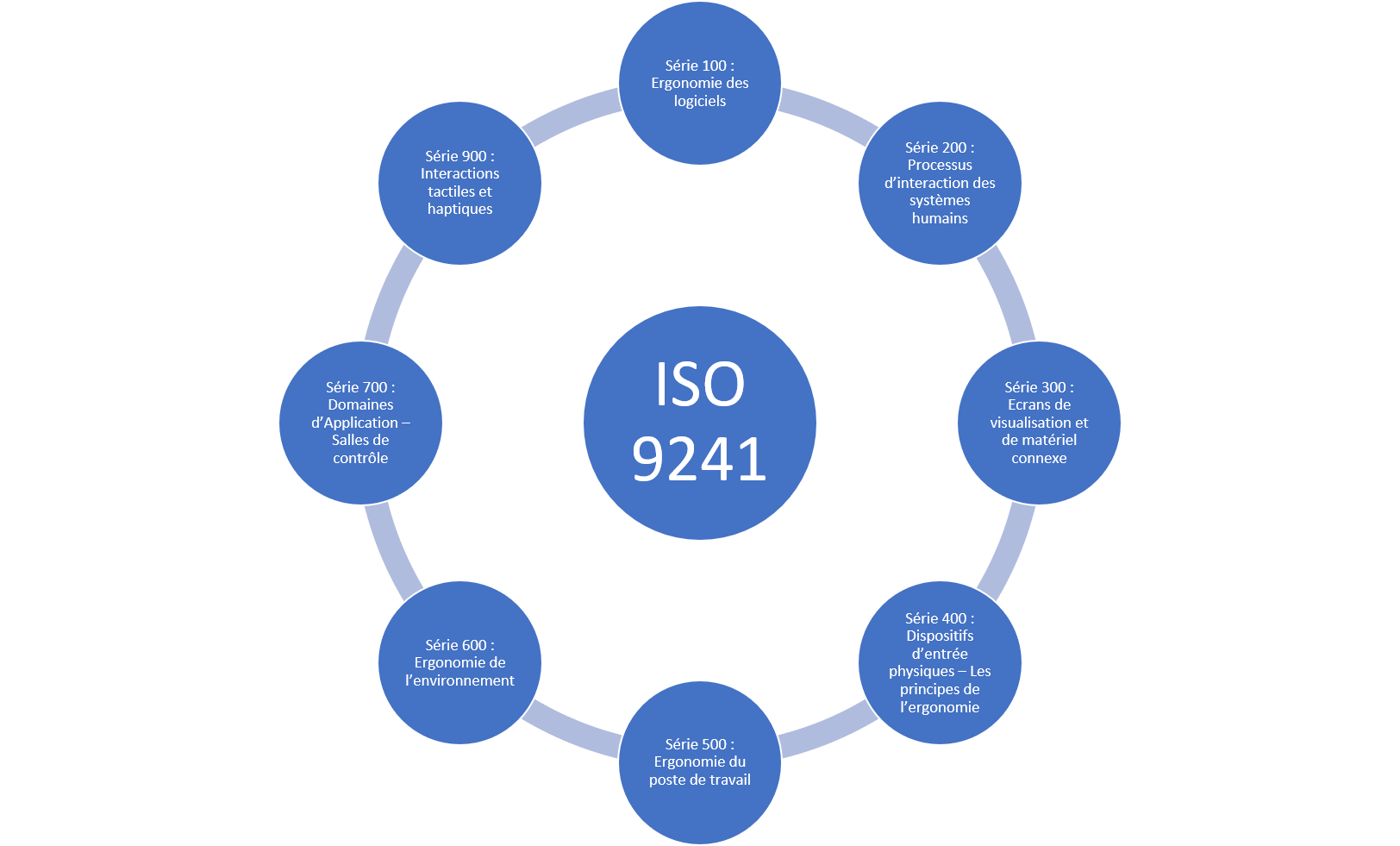

أيزو 9241 هو نظام مواصفات صادر عن المنظمة الدولية للمعايير فيما يخص المواضيع المتعلقة بتعامل الأشخاص مع الحاسوب.
يقسم هذا المعيار إلى 17 قسماً تتضمن التالي:
- القسم الأول: مقدمة عامة
- القسم الثاني: دليل حول متطلبات المهمة
- القسم الثالث: متطلبات العرض البصري
- القسم الرابع: متطلبات لوحة المفاتيح
- القسم الخامس: Workstation layout and postural requirements
- القسم السادس: دليل حول بيئة العمل
- القسم السابع: المتطلبات حول شاشات العرض ذات الانعكاس
- القسم الثامن: المتطلبات حول ألوان شاشات العرض
- القسم التاسع: المتطلبات حول أجهزة الإدخال التي لا تحوي لوحة مفاتيح
- القسم العاشر: مبادئ مربعات الحوار
- القسم الحادي عشر: دليل حول الاستعمالية
- القسم الثاني عشر: عرض المعلومات
- القسم الثالث عشر: دليل المستخدم
- القسم الرابع عشر: مربعات حوار القوائم
- القسم الخامس عشر: مربعات حوار الأوامر
- القسم السادس عشر: مربعات حوار Direct manipulation
- القسم السابع عشر: مربعات حوار Form filling

## اقرأ أيضًا
- اختبار قابلية الاستخدام